# 昭和52年豪雪
昭和52年豪雪（しょうわ52ねんごうせつ）は、1976年12月から1977年2月にかけて全国的に発生した大雪。全国的な低温と大雪により死傷者や家屋被害が発生した。
ほかに五二豪雪あるいは52豪雪とも呼ばれる。

## 概要
1977年の1月と2月の気温は全国的に低かった。冬型の気圧配置が続き、上空に寒気が流れ込んだことから、この期間の平均気温は全国的に平年より2～３℃低くなっていた。特に2月はシベリア寒気団の南下により、32年ぶりの異常低温となっていた。
12月の終わりに二つ玉低気圧が通過して、東北地方や北海道など北日本で大雪となった。低気圧通過後は強い冬型の気圧配置となり、1月4日まで続いた。東北地方や北陸地方では30cmから多い所では100cmの日降雪量を観測。特に北陸地方は、1945年以来の記録的な低温の下、1976年12月末より長期間異常気象に見舞われ、昭和38年1月豪雪をしのぐ豪雪が北陸全域を襲った。12月27日から1月6日にかけての大寒波、 次いで1月12日から14日の中規模寒波、それ以降にも断続的に小寒波があり、1月28 日から2月8日の大寒波が次々に襲来し、その度に冬型が強まり、降雪の地域は平野部から山間部にかけて移動した。
1月中旬、1月末～2月上旬、2月中旬は強い冬型の気圧配置が持続し、最深積雪は新潟県上越市高田で254cm、青森県青森市で195cm、石川県金沢市で126cm、鳥取県鳥取市で105cmとなるなど、日本海側の平野部でも軒並み1mを超えた。また、太平洋側の地域でも雪が降り、2月16日には鹿児島県鹿児島市で14年ぶりの積雪20cm（当時の観測史上5位）を、さらに2月18日には、伊豆諸島の八丈島で2cm（当時の観測史上2位）を観測している。青ヶ島では40年ぶりとなる積雪を観測した。

## 被害
この豪雪により、全国で死者101人・負傷者834人の人的被害が出たほか、住家全壊56棟、半壊83棟、床上浸水177棟、床下浸水1,367棟などとなった。